# 伊勢史郎
伊勢 史郎（いせ しろう、1961年 - ）は、日本の工学者。東京電機大学教授。専門は音響工学。東京大学工学博士。

## 略歴
東京都生まれ。1984年、早稲田大学理工学部電気通信学科卒業後、コルグに入社。早稲田大学大学院修士課程、1991年、東京大学大学院工学系研究科博士課程修了。「建築音響におけるアクティブノイズコントロールに関する研究」で工学博士。奈良先端科学技術大学院大学情報科学研究科助手やケンブリッジ大学研究室客員研究員を経て、2003年に京都大学工学部准教授。2013年、東京電機大学情報環境学部教授。JST CREST研究代表者。

## 著作
- 『快感進化論 ヒトは音場で進化する』現代書館、2003年
マイケル・ポランニーらの概念「創発」と、「自己組織化」という概念をほぼ同じものとみなしている。また、ドーキンスの概念「ミーム」は比喩ではなく物理的実体であるとする。伊勢が学んだ経済人類学者・栗本慎一郎も「快感進化論」を提起しているが、栗本の場合それはウイルス進化論である。いっぽう伊勢の本書では事項索引に「ウイルス」も「レトロウイルス」も出てこず、「進化」とは必ずしも遺伝子レベルの生物進化のことではなく、「暗黙知の階層を上がる」ことを表している。
- 『知の場の理論―身体論の音響学的アプローチ』ぶQ出版センター・有明双書、2013年

### 共著
- 『音声・音情報のディジタル信号処理』鹿野清宏、中村哲共著、昭晃堂（ディジタル信号処理シリーズ）、1997年
- 『アクティブノイズコントロール』西村正治、宇佐川毅共著、コロナ社（音響テクノロジーシリーズ）、2006年

## 栗本慎一郎との関わり
科学者とは何か、大学とは何かと考えていたポスドク時代に、『週刊朝日』に連載された栗本慎一郎の「間違いだらけの大学選び」を読んで関心を持ち、1993年に栗本慎一郎自由大学に入学した。伊勢が自著の題名に用いた「快感進化論」は元々、栗本の『パンツを捨てるサル』での造語であった。栗本はそもそも、経済人類学者カール・ポランニーの市場社会論の延長で、「非市場社会から市場社会への転換は生物進化であった」という仮説として快感進化論を提起したが、伊勢の著書は経済問題には軽く触れる程度であり、カールの弟の物理化学者で科学哲学者のマイケル・ポランニーについては人名索引に10個以上もページ番号が並ぶのに対して、カールについては全く触れていない。自著『快感進化論』は「栗本ミーム」の複製だ、と付録で述べている。栗本も前書きとして解説文を寄稿している。